# Textpattern
Textpattern – darmowy, elastyczny, prosty w użyciu system zarządzania treścią (CMS) przeznaczony do wszelkiego rodzaju stron www. System został stworzony przez Deana Allena. Główną niszą zastosowań dla niego są weblogi oraz fotoblogi. Textpattern napisany jest w PHP i wykorzystuje bazę danych MySQL. Jest rozprowadzany na licencji GNU General Public License. 